# Lawton (Iowa)
Lawton es una ciudad ubicada en el condado de Woodbury en el estado estadounidense de Iowa. En el Censo de 2010 tenía una población de 908 habitantes y una densidad poblacional de 491,01 personas por km².

## Geografía
Lawton se encuentra ubicada en las coordenadas 42°28′37″N 96°11′6″O / 42.47694, -96.18500. Según la Oficina del Censo de los Estados Unidos, Lawton tiene una superficie total de 1.85 km², de la cual 1.85 km² corresponden a tierra firme y (0%) 0 km² es agua.

## Demografía
Según el censo de 2010, había 908 personas residiendo en Lawton. La densidad de población era de 491,01 hab./km². De los 908 habitantes, Lawton estaba compuesto por el 98.79% blancos, el 0.22% eran afroamericanos, el 0.11% eran amerindios, el 0.22% eran asiáticos, el 0% eran isleños del Pacífico, el 0% eran de otras razas y el 0.66% pertenecían a dos o más razas. Del total de la población el 0.44% eran hispanos o latinos de cualquier raza.